# Rudolf Mautner
Rudolf Mautner (geboren am 21. Februar 1892; gestorben am 23. September 1943 in Wien) war ein österreichischer Eisendreher und Widerstandskämpfer gegen das NS-Regime.

## Leben und Werk
Mautner war vor 1933 Schriftleiter der kommunistischen Zeitung Die Rote Fahne und 1934/35 im Ständestaat einige Monate in Haft. Nach dem Anschluss Österreichs 1938 gehörte er keiner politischen Gruppierung an. Mautners Sohn – ein Nationalsozialist – kehrte 1942 wegen eines Lungenleidens von der Ostfront zurück. Der Vater  schrieb seinem Sohn einen Brief: „Lass ab …“. Die Gestapo interpretierte diesen Brief als Versuch des Vaters, seinen Sohn kommunistisch zu beeinflussen. Im Dezember 1942 erfuhr Mautner, dass sein Sohn im Genesungsheim gestorben war. Daraufhin, so wird im späteren Urteil ausgeführt, „entfernte er von dessen HJ-Uniform die Hoheitsabzeichen und von dessen Geldtasche ein daran befindliches Hakenkreuz. Weiter veranlasste der Angeklagte vierzehn Gesinnungsgenossen, darunter eine sowjetische Kommunistin zur Teilnahme am Begräbnis seines Sohnes. Als der Sarg in das Grab hinabgelassen wurde, verabschiedete sich der Angeklagte [...] mit erhobener geballter Faust mit den Worten: ‚Ich werde Dich rächen, die Erde dreht sich, die Zeit wird kommen‘. Von dem vom Reichsarbeitsdienst für das Grab seines Sohnes gespendeten Kranze schnitt der Angeklagte an den Schleifen die mit Hakenkreuzen versehenen Teile ab [...]“
Mautner wurde am 13. Jänner 1943 von der Gestapo Wien erkennungsdienstlich erfasst – mit dem Vorwurf, er habe das Begräbnis seines Sohnes zu einer „kommunistischen Demonstration“ umfunktioniert. Am 3. Juni 1943 wurde er vom Volksgerichtshof zum Tode verurteilt: „Der Angeklagte hat sich als ein unbelehrbarer, gehässiger und besonders gefährlicher Staatsfeind erwiesen. Seine Tat charakterisiert ihn als einen Menschen von niedriger, gemeiner und besonders verwerflicher Gesinnungsart, der jedes menschlichen Gefühles bar ist. Er hat das Begräbnis seines Sohnes zu einer kommunistischen Demonstration übelster Art herabgewürdigt. Für einen solchen Menschen ist in der deutschen Volksgemeinschaft kein Platz. Er muss ausgemerzt werden.“
Am 23. September 1943 wurde Rudolf Mautner im Landesgericht Wien durch das Fallbeil hingerichtet.

## Quelle
- Brigitte Bailer, Wolfgang Maderthaner, Kurt Scholz (Hrsg.): „Die Vollstreckung verlief ohne Besonderheiten“. Hinrichtungen in Wien, 1938 – 1945. Mandelbaum Verlag, Wien 2013, S. 77–78 (online [PDF]).

| Personendaten    | Personendaten                                                                         |
| ---------------- | ------------------------------------------------------------------------------------- |
| NAME             | Mautner, Rudolf                                                                       |
| KURZBESCHREIBUNG | österreichischer Eisendreher und Opfer der politischen Justiz des Nationalsozialismus |
| GEBURTSDATUM     | 21. Februar 1892                                                                      |
| STERBEDATUM      | 23. September 1943                                                                    |
| STERBEORT        | Wien                                                                                  |